# Ministeri d'Afers Exteriors d'Andorra
El Ministeri d'Afers Exteriors d'Andorra és el departament ministerial del Govern d'Andorra encarregat de les relacions amb els Estats. L'actual titular del Ministeri d'Afers Exteriors és Imma Tor Faus.
Es divideix en tres departaments:
- Afers Multilaterals i Cooperació
  - Nacions Unides
  - Cooperació Multilateral al Desenvolupament
- Afers Bilaterals i Consulars
  - Cooperació Transfronterera
  - Afers Consulars
- Afers Jurídics Internacionals i Recursos Humans
  - Afers Generals i Jurídics

## Llista de ministres d'Afers Exteriors
| Legislatura                               | Nom                                       | Nom                                       | Inici mandat                              | Fi mandat                                 | Partit polític                            | Partit polític                                                          |
| Ministeri d'Afers Exteriors (1981-actual) | Ministeri d'Afers Exteriors (1981-actual) | Ministeri d'Afers Exteriors (1981-actual) | Ministeri d'Afers Exteriors (1981-actual) | Ministeri d'Afers Exteriors (1981-actual) | Ministeri d'Afers Exteriors (1981-actual) | Ministeri d'Afers Exteriors (1981-actual)                               |
| ----------------------------------------- | ----------------------------------------- | ----------------------------------------- | ----------------------------------------- | ----------------------------------------- | ----------------------------------------- | ----------------------------------------------------------------------- |
| I                                         |                                           | Antoni Armengol                           | 1993                                      | 1994                                      |                                           | Liberals d'Andorra 1992-2001 = Unió Liberal 2001-actual= Partit Liberal |
| I                                         |                                           | Marc Vila Amigó                           | 1994                                      | 1994                                      |                                           | Liberals d'Andorra 1992-2001 = Unió Liberal 2001-actual= Partit Liberal |
| I                                         |                                           | Manuel Mas Ribó                           | 1994                                      | 1997                                      |                                           | Liberals d'Andorra 1992-2001 = Unió Liberal 2001-actual= Partit Liberal |
| II                                        |                                           | Albert Pintat                             | 1997                                      | 12 d'abril de 2001                        |                                           | Liberals d'Andorra 1992-2001 = Unió Liberal 2001-actual= Partit Liberal |
| III                                       |                                           | Juli Minoves Triquell                     | 12 d'abril de 2001                        | 7 de maig de 2007                         |                                           | Liberals d'Andorra 1992-2001 = Unió Liberal 2001-actual= Partit Liberal |
| IV                                        |                                           | Juli Minoves Triquell                     | 12 d'abril de 2001                        | 7 de maig de 2007                         |                                           | Liberals d'Andorra 1992-2001 = Unió Liberal 2001-actual= Partit Liberal |
|                                           | Meritxell Mateu                           | 7 de maig de 2007                         | 8 de juny de 2009                         |                                           |                                           | Liberals d'Andorra 1992-2001 = Unió Liberal 2001-actual= Partit Liberal |
| V                                         |                                           | Xavier Espot Miró                         | 8 de juny de 2009                         | 13 de maig de 2011                        |                                           | Partit Socialdemòcrata d'Andorra                                        |
| VI                                        |                                           | Gilbert Saboya Sunyé                      | 13 de maig de 2011                        | 15 de juliol de 2017                      |                                           | Democràtes d'Andorra                                                    |
| VII                                       |                                           | Gilbert Saboya Sunyé                      | 13 de maig de 2011                        | 15 de juliol de 2017                      |                                           | Democràtes d'Andorra                                                    |
| VII                                       |                                           | Maria Ubach Font                          | 15 de juliol de 2017                      | 2023                                      |                                           | Democràtes d'Andorra                                                    |
| VIII                                      |                                           | Imma Tor Faus                             | 2023                                      | en el càrrec                              |                                           |                                                                         |